# دواره
دواره (به عربی: الدوارة) روستایی فلسطینی، واقع در ۲۷ کیلومتری شمال شرق صفد بود.